# Trude de Jong
Trude de Jong (Voorburg, 25 maart 1946) is een Nederlandse kinderboekenschrijfster.

## Biografie
Trude de Jong studeerde Nederlandse taal- en letterkunde in Amsterdam en schreef verhalen voor het universiteitsblad Propria Cures. Na haar studie gaf ze enkele jaren les en werkte in een boekhandel. Ook bleef ze in die tijd schrijven. Haar eerste korte verhalen verschenen in jeugdtijdschriften en kranten als Vrij Nederland en Het Parool. In 1978 kwam haar eerste kinderboek uit: Het hondje.
Trude de Jong woont in Amsterdam en heeft een geadopteerde dochter die vaak haar verhalen als eerste leest en becommentarieert.